# Xyleutes
Xyleutes este un gen de insecte lepidoptere din familia Cossidae.

## Specii[1]
- Xyleutes acontucha
- Xyleutes adusta
- Xyleutes affinis
- Xyleutes albicans
- Xyleutes alboatra
- Xyleutes albogrisea
- Xyleutes altitudinis
- Xyleutes ambahona
- Xyleutes amphiplecta
- Xyleutes anceps
- Xyleutes angasii
- Xyleutes arachnophora
- Xyleutes archboldi
- Xyleutes armstrongi
- Xyleutes atriplaga
- Xyleutes atrosparsellus
- Xyleutes auroguttata
- Xyleutes benestriata
- Xyleutes biakensis
- Xyleutes biarpiti
- Xyleutes biatra
- Xyleutes bimaculata
- Xyleutes bipustulata
- Xyleutes boisduvali
- Xyleutes borneana
- Xyleutes boschae
- Xyleutes brunnescens
- Xyleutes bubo
- Xyleutes capensis
- Xyleutes castaneus
- Xyleutes castrellus
- Xyleutes casuarinae
- Xyleutes celebensis
- Xyleutes celebesa
- Xyleutes ceramica
- Xyleutes cinerosa
- Xyleutes columbina
- Xyleutes columellaris
- Xyleutes combustus
- Xyleutes coscinophanes
- Xyleutes coscinota
- Xyleutes crassa
- Xyleutes cretacea
- Xyleutes cretosa
- Xyleutes daphne
- Xyleutes decolorata
- Xyleutes decorata
- Xyleutes desdemona
- Xyleutes diaplecta
- Xyleutes dictograpta
- Xyleutes dictyoschema
- Xyleutes dictyotephra
- Xyleutes didymoplaca
- Xyleutes doddi
- Xyleutes donovani
- Xyleutes dorsipunctellus
- Xyleutes duponchelli
- Xyleutes d'urvillei
- Xyleutes edwardsi
- Xyleutes eichhorni
- Xyleutes elegans
- Xyleutes eluta
- Xyleutes endothermalis
- Xyleutes epicycla
- Xyleutes episticha
- Xyleutes eremonoma
- Xyleutes eucalypti
- Xyleutes euphanes
- Xyleutes euphyes
- Xyleutes euplecta
- Xyleutes euryphaea
- Xyleutes formosicola
- Xyleutes forsteri
- Xyleutes fusca
- Xyleutes fuscipars
- Xyleutes grandiplaga
- Xyleutes grisea
- Xyleutes griseola
- Xyleutes guillemei
- Xyleutes gyldenstolpei
- Xyleutes hansi
- Xyleutes heinrichi
- Xyleutes houlberti
- Xyleutes hyphinoe
- Xyleutes incanellus
- Xyleutes inclusa
- Xyleutes insulana
- Xyleutes interlucens
- Xyleutes irratila
- Xyleutes jacobsoni
- Xyleutes jamaicensis
- Xyleutes jordani
- Xyleutes kalisi
- Xyleutes kapuri
- Xyleutes keyensis
- Xyleutes lanceolatus
- Xyleutes lasea
- Xyleutes lecerfi
- Xyleutes leucolopha
- Xyleutes leucolophus
- Xyleutes leucomochla
- Xyleutes leuconotus
- Xyleutes leucopteris
- Xyleutes lichenea
- Xyleutes ligneus
- Xyleutes lillianae
- Xyleutes liturata
- Xyleutes lunifera
- Xyleutes lutescens
- Xyleutes mackeri
- Xyleutes maculata
- Xyleutes maculatus
- Xyleutes magnifica
- Xyleutes magniguttata
- Xyleutes major
- Xyleutes malayica
- Xyleutes malgacica
- Xyleutes mesosticta
- Xyleutes methychroa
- Xyleutes mineus
- Xyleutes minimus
- Xyleutes minutiscripta
- Xyleutes molitor
- Xyleutes multipunctata
- Xyleutes muricolora
- Xyleutes murina
- Xyleutes nebulosa
- Xyleutes nephrocosme
- Xyleutes nigra
- Xyleutes nigristigmellus
- Xyleutes nubila
- Xyleutes obliquefascia
- Xyleutes obscurascens
- Xyleutes obsoleta
- Xyleutes occultoides
- Xyleutes olbia
- Xyleutes opposita
- Xyleutes overbecki
- Xyleutes paleacea
- Xyleutes pallescens
- Xyleutes papuana
- Xyleutes pardalis
- Xyleutes perdrix
- Xyleutes persona
- Xyleutes personalis
- Xyleutes peruanellus
- Xyleutes phaeocosma
- Xyleutes pindarus
- Xyleutes platyphaea
- Xyleutes plesseni
- Xyleutes plocistis
- Xyleutes poam
- Xyleutes polioplaga
- Xyleutes polioploca
- Xyleutes polyplecta
- Xyleutes polyspora
- Xyleutes princeps
- Xyleutes pulchra
- Xyleutes punctifera
- Xyleutes punctifimbria
- Xyleutes pustulata
- Xyleutes pycnosticta
- Xyleutes pygmaea
- Xyleutes quarlesi
- Xyleutes reticulosa
- Xyleutes riparia
- Xyleutes rothschildi
- Xyleutes secta
- Xyleutes sibolgae
- Xyleutes signata
- Xyleutes simillima
- Xyleutes sjoestedti
- Xyleutes sordida
- Xyleutes speciosus
- Xyleutes spectabilis
- Xyleutes spilota
- Xyleutes squamata
- Xyleutes squameus
- Xyleutes steniptera
- Xyleutes stenoptera
- Xyleutes stenoptilia
- Xyleutes stephania
- Xyleutes striata
- Xyleutes striga
- Xyleutes strigifera
- Xyleutes strix
- Xyleutes sumatrana
- Xyleutes tanyctena
- Xyleutes tectorius
- Xyleutes tempestua
- Xyleutes tenebrifera
- Xyleutes terrafirma
- Xyleutes tristis
- Xyleutes turneri
- Xyleutes turneriana
- Xyleutes unilinea
- Xyleutes variegata
- Xyleutes vinasella
- Xyleutes viridicans
- Xyleutes vosseleri
- Xyleutes xanthotherma
- Xyleutes xuna
- Xyleutes zeuzeroides
- Xyleutes zophoplecta
- Xyleutes zophospila